# Lichenochora weillii
Lichenochora weillii är en lavart som först beskrevs av Werner, och fick sitt nu gällande namn av Hafellner & R. Sant. 1989. Lichenochora weillii ingår i släktet Lichenochora, ordningen Phyllachorales, klassen Sordariomycetes, divisionen sporsäcksvampar och riket svampar.  Arten är reproducerande i Sverige. Inga underarter finns listade i Catalogue of Life.